# 가수원동

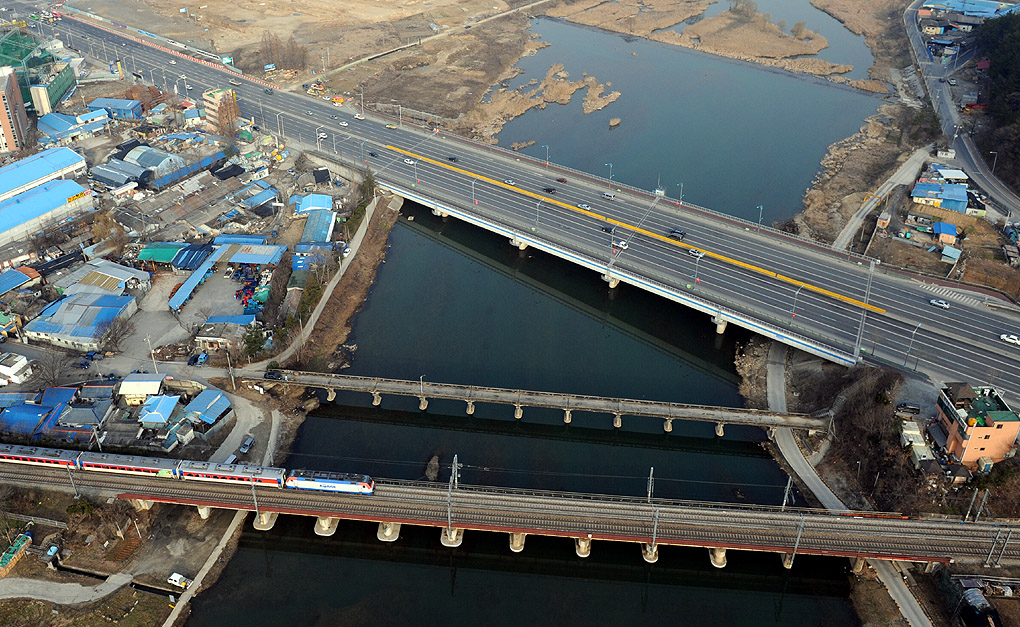
가수원 다리의 모습

가수원동(佳水院洞)은  대전광역시 서구 서남부에 있는 법정동, 행정동이다.

## 역사
가수원동은 1914년에는 대전군 기성면에 속하여 있다가 1932년 대덕군에 포함됐고 1983년에 대전시 중구에 포함되었고, 도안동을 통합했다. 1988년 일부를 정림동에 넘겨주고 가수원동사무소를 개소해 지금에 이르고 있다.
가수원 다리는 한국 전쟁의 대전 전투 당시 북한 4군단과 미국 24사단간의 치열한 전투가 있던 곳이다. 북한군은 갑천변 구봉산 기슭에 야포를 설치하고 도하작전을 펼쳤다. 미군은 정림동의 도솔산과 계백로 건너편의 낮은 구릉에 진지를 구축하고 북한군의 탱크를 격파하는 등 지연작전을 펼쳤다. 그러나, 도솔산 위의 진지가 북한군의 주력에 의하여 무력화되어 후퇴할 수밖에 없었다.

## 법정동
- 가수원동(佳水院洞)

- 괴곡동(槐谷洞) 일부

## 자연환경

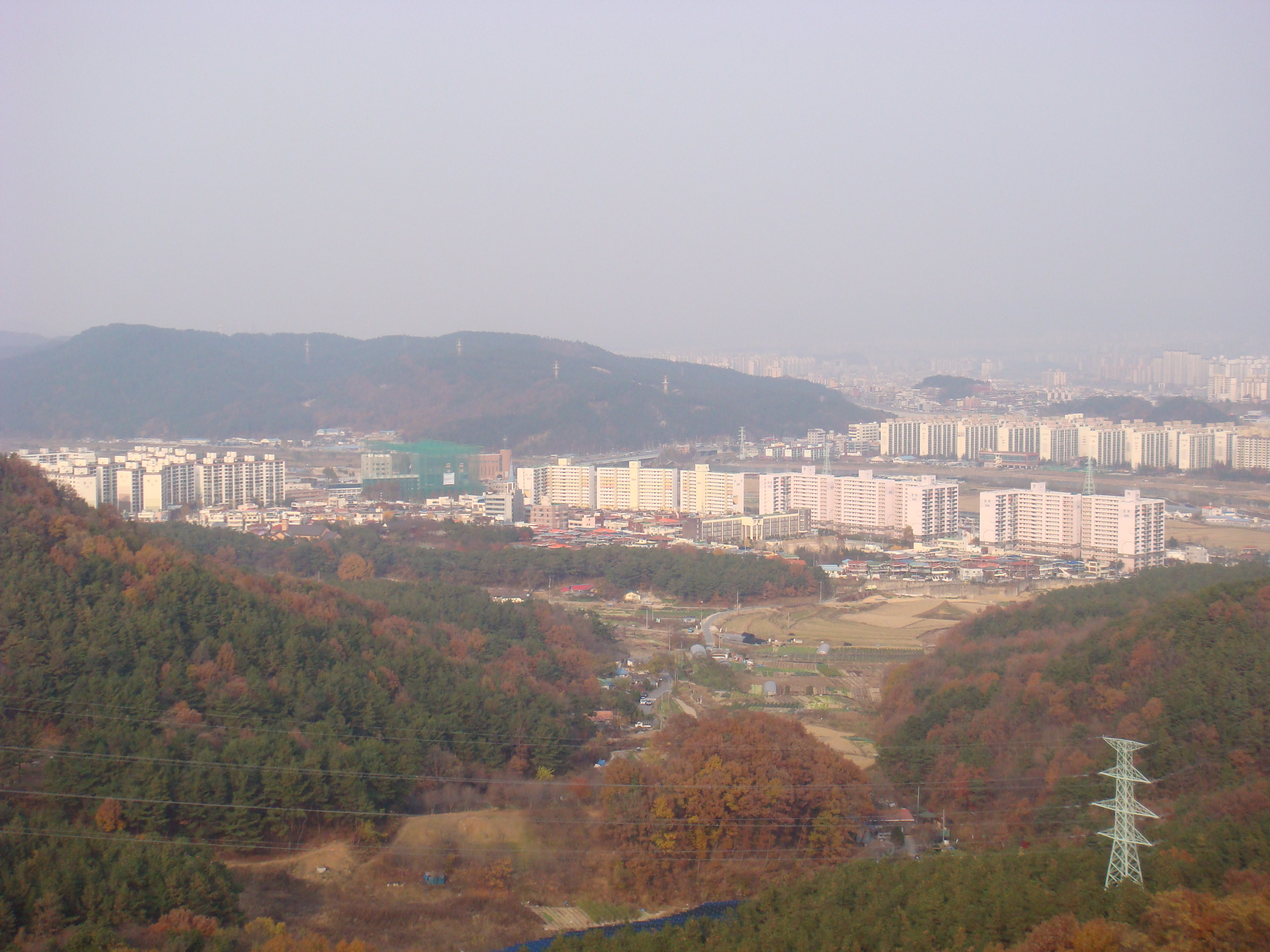
구봉산 헬기장에서 본 가수원동의 원경

가수원은 대전 도심쪽에서 볼 때, 갑천을 건너 서쪽에 위치한다. 가수원교와 호남선 가수원철교가 갑천을 넘어가고 있다. 동쪽은 갑천을 끼고 있어 조망이 좋은 편이고, 남쪽은 괴곡동과 접하여 있는데, 낮은 산지가 있다. 북쪽은 갑천이 흐르는 방향을 따라 가다가 도안동과 접하여 있는데 평지로 논농사를 지어왔으나, 현재 서남부권 개발 대상지로 공사중이다. 서쪽으로 계백로를 따라 가다가 관저동 신개발지와 만난다.

## 시가 형성 현황

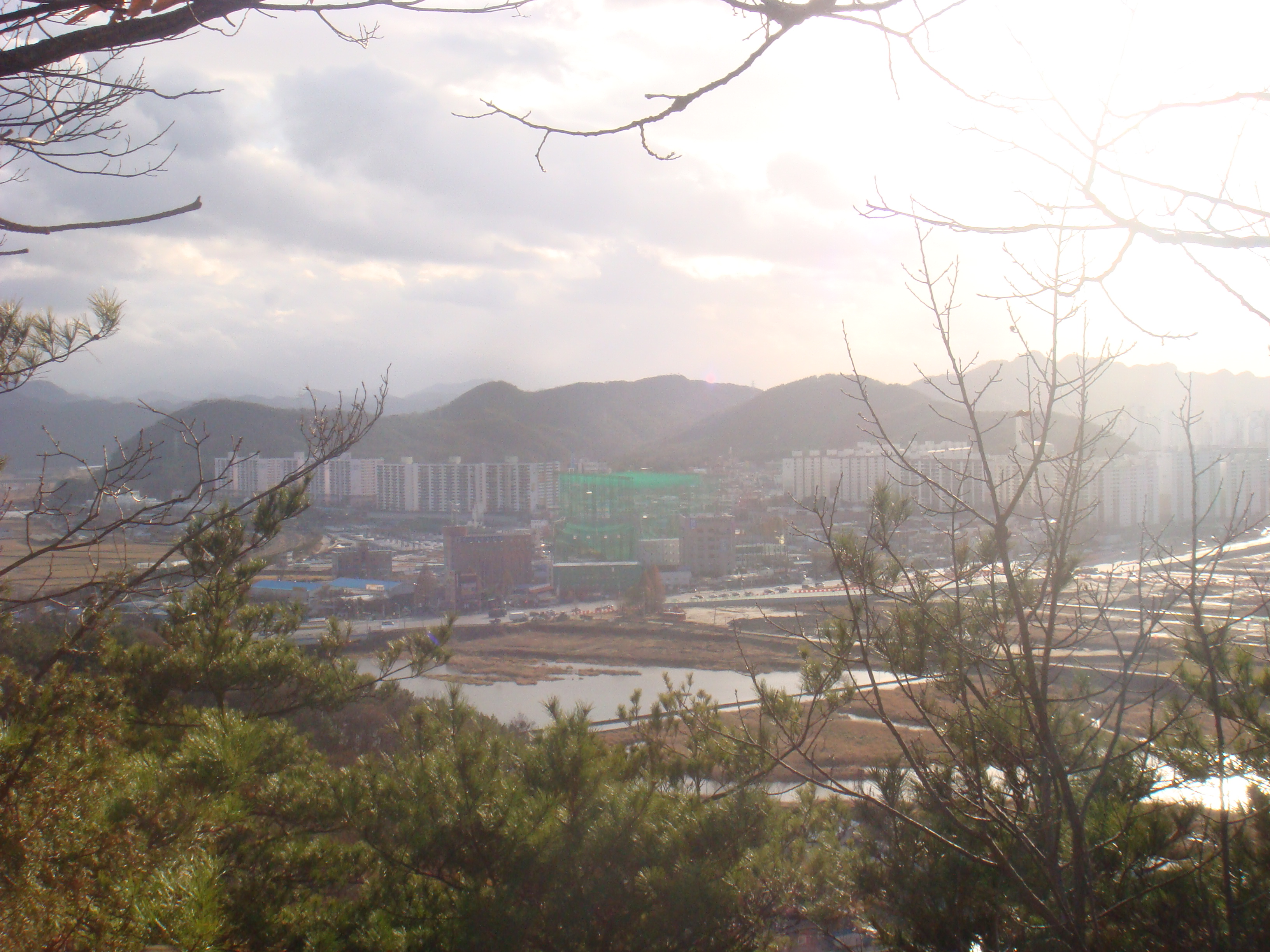
도솔산에서 본 가수원동

가수원동은 동 중앙을 동서로 관통하는 국도 제4호선(계백로)을 중심으로 시가지가 형성되어 있다. 가수원동의 동부에는 호남선 가수원역이 있고 이 역중심으로 시멘트 공장, 소주 공장, GS칼텍스 대전 저유소 등이 모여있다. 서부에는 가수원 도서관, 건양대학교 병원, 아파트 단지가 모여있다.
계룡아파트와 은아아파트가 계백로의 남쪽에 접하고 있으며, 그 주변에 상가 및 근린시설들이 존재한다. 아파트 단지의 남쪽에는 단독 주택단지와 가수원초등학교가 있다.

## 교육 기관
가수원동에는 초등학교 1개소, 중학교 1개소, 도서관 1개소가 있다. 가수원초등학교는 계룡로와 가수원 사거리에서 교차하는 흑석길 변에 취하는 초등학교로 41년에 간이학교로 시작하여 1946년에 개교하였다. 가수원중학교는 은아아파트 5단지 서편에 위치하며 1987년에 개교하였다. 가수원도서관은 대전시 서구에서 운영하는 도서관으로 가수원동 행정복지센터와 동방고 사이의 낮은 산에 자리잡고 있다. 2000년에 개관하였으며, 6만여 권의 장서를 보유하고 있다. 유아 도서실이 따로 있어 부모와 함께 책을 읽을 수 있다.

## 공원
구봉산 근린공원에 접하여 있다. 구봉산의 구각정을 향하는 등산로로는 빼울 약수터로 올라가는 길이 애용되고 있다.

## 인접동
- 정림동
- 도안동
- 관저동
- 진잠동
- 기성동